# Конный спорт на летних Олимпийских играх 2004
Соревнования по конному спорту на летних Олимпийских играх 2004 года проходили с 15 по 27 августа.
Бразилец Родриго Пессоа стал первым в истории представителем Южной Америки, выигравшим олимпийское золото в конном спорте.

## Общий медальный зачёт
| Место | Страна         | Золото | Серебро | Бронза | Всего |
| ----- | -------------- | ------ | ------- | ------ | ----- |
| 1     | США            | 1      | 2       | 2      | 5     |
| 2     | Германия       | 1      | 1       | 2      | 4     |
| 3     | Великобритания | 1      | 1       | 1      | 3     |
| 4     | Нидерланды     | 1      | 0       | 0      | 1     |
| 4     | Франция        | 1      | 0       | 0      | 1     |
| 4     | Бразилия       | 1      | 0       | 0      | 1     |
| 5     | Испания        | 0      | 1       | 1      | 2     |
| 6     | Швеция         | 0      | 1       | 0      | 1     |

## Медалисты
| Event                          | Золото                                                                       | Серебро                                                                                       | Бронза                                                                               |
| ------------------------------ | ---------------------------------------------------------------------------- | --------------------------------------------------------------------------------------------- | ------------------------------------------------------------------------------------ |
| Выездка Личное первенство      | Анки ван Грюнсвен Нидерланды                                                 | Улла Зальцгебер Германия                                                                      | Беатрис Феррер-Салат Испания                                                         |
| Выездка Командное первенство   | Германия · Хайке Кеммер · Хубертус Шмидт · Мартин Шаудт · Улла Зальцгебер    | Испания · Беатрис Феррер-Салат · Хуан Антонио Хименес · Игнасио Рамбла · Рафаэль Сото         | США · Лиза Уилкокс · Гюнтер Зейдель · Дебби Макдональд · Роберт Довер                |
| Троеборье Личное первенство    | Лесли Лоу Великобритания                                                     | Кимберли Северсон США                                                                         | Пиппа Фаннелл Великобритания                                                         |
| Троеборье Командное первенство | Франция · Арно Буато · Дидье Курреж · Седрик Льяр · Жан Тёлер · Николя Тузен | Великобритания · Лесли Лоу · Пиппа Фаннелл · Уильям Фокс-Питт · Джанетт Брейквелл · Мэри Кинг | США · Кимберли Северсон · Даррен Чиакчиа · Джон Уильямс · Эми Трайон · Джули Ричардс |
| Конкур Личное первенство       | Родриго Пессоа и Baloubet du Rouet Бразилия                                  | Крис Капплер и Royal Kaliber США                                                              | Марко Кучер Германия                                                                 |
| Конкур Командное первенство    | США · Питер Вайлд · Маклейн Уорд · Элизабет Мэдден · Крис Капплер            | Швеция · Молин Барьярд-Юнссон · Рольф-Ёран Бенгтссон · Петер Эрикссон · Педер Фредриксон      | Германия · Отто Беккер · Марко Кучер · Кристиан Альман                               |